# L'Équipe des nuls
L'Équipe des nuls (France) ou Mauvais perdants (Québec) (The Boys of Bummer) est le 18e épisode de la saison 18 de la série télévisée d'animation Les Simpson.

## Synopsis
Bart perd la face lors d'un championnat de baseball, se fait huer par la ville entière et en devient le souffre-douleur. Marge et Lisa font tout pour lui redonner le sourire mais Bart devient fou en écrivant « Je hais Bart Simpson » sur tous les murs de la ville avant de se jeter en bas de la tour d'eau, mais il survit à sa chute. Ne pouvant plus supporter le comportement odieux des gens ayant continué à harceler son fils, Marge part confronter la foule et les riposte, les considérant comme étant les plus haineux des États-Unis d'Amérique. Pour permettre de rendre hommage à Bart, Marge et Lisa organisent une fausse reprise de la finale pour qu'il retrouve enfin la gloire.
Homer, de son côté, devient vendeur de lits après s'être endormi dans un lit et décide de filer secrètement le couple Lovejoy à qui il aurait conseillé un matelas hors du commun.

## Erreur
- Au moment où Lisa sort chercher le journal, la poignée de la porte est à gauche ; et sur le plan suivant (où Lisa voit la peinture sur le mur de sa maison), la poignée se trouve à droite.